# Birken (Kempten)
Birken ist eine Einöde und Ortsteil der kreisfreien Stadt Kempten (Allgäu). Die Einöde gehörte bis 1972 zur Gemeinde Sankt Mang, die in diesem Jahr Kempten wiederangefügt wurde. 

## Geschichte
Birken wurde im Jahr 1294 noch „Sanzen“ genannt und gehörte bis 1353 den Herren von Liebenthan-Wolfsattel. Später wurde die Einöde „Birkhen“ oder „Bürken“ genannt (Hof des Bürk). 1442 wurde der Hof zusammen mit der Herrschaft Liebenthann, die inzwischen als Erbe an eine Adelsfamilie „von Rechberg“ übergangen war, an einen Hans von Ronsberg verkauft. Fünf Jahre später ging der Hof vermutlich an das Stift Kempten über. 1526 unterzeichnete ein Hanns Hewl zum Santzen den Memminger Vertrag. 
1819 bestand Birken aus einem Einzelhof mit vier Bewohnern. 1900 waren es bereits zwei Wohnhäuser mit elf Bewohnern. Im Jahr 1954 lebten in Birken 14 Einwohner.